# Ananas (программа)
Ананас — программная платформа[прояснить] автоматизации учёта  для использования на небольших и средних предприятиях. Платформа предназначена для Linux и Windows, написана на C++ с использованием библиотеки Qt.
В 2009 году был отмечен жюри конкурса «Лучший свободный проект России», как один из свободных проектов, отличающихся высоким уровнем.

## Архитектура
Технологическая платформа Ананас является специализированной платформой разработки и выполнения учётных бизнес-приложений. Для хранения данных используются СУБД MySQL, PostgreSQL или SQLite. Для манипуляций с данными используется встроенный язык Ананас-Скрипт (фактически — qtScript), синтаксис и встроенные функции которого аналогичны языку ECMA Script

## Бизнес-схема
Бизнес-схемой называется приложение, разработанное на платформе Ананас. Помимо собственно кода приложения, в неё входят описание структур данных приложения (метаданные) и база данных с хранящейся в ней информацией. Бизнес-схемы Ананаса рассчитаны на модификацию во время эксплуатации, без потери уже занесенных данных. Помимо бизнес-схемы Оперативный учёт, поставляемой с дистрибутивом Ананаса, существует ряд бизнес-схем, разрабатываемых и поддерживаемых независимыми разработчиками. В качестве примера можно привести такие бизнес-схемы, как «Учет транспортных услуг (логистика)», «Спутник. Учёт заявок», «АРМ диспетчера такси».

## Текущее состояние проекта
В настоящее время[когда?] проект находится в состоянии некоторого застоя. По словам maintainerа проекта Андрея Паскаля:

Планов со сроками, лично у меня нет. В настоящий момент считаю себя больше координатором, чем основным разработчиком. Рассказывать своё видение развития не вижу смысла пока не готов взять на себя обязательства по его реализации. Лично от меня в обозримой перспективе, кроме пользовательской поддержки и следующих из неё изменений не стоит ждать серьёзных инноваций. Буду продолжать поддерживать, слегка улучшать инфраструкруру проекта. То есть плывем по течению…— Форум Ананас (Форум уже не работает)